# Айова (округ, Висконсин)
Округ Айова (англ. Iowa County) располагается в штате Висконсин, США. Официально образован в 1829 году. По состоянию на 2010 год, численность населения составляла 23 687 человека.

## География
По данным Бюро переписи США, общая площадь округа составляет 1989,122 км2, из которых 14 км2 или 0,7 % приходится на водоемы.

## Население
По данным переписи населения 2000 года в округе проживает 22 780 жителей в составе 8 764 домашних хозяйств и 6 213 семей. Плотность населения составляет 12,00 человек на км2. На территории округа насчитывается 9 579 жилых строений, при плотности застройки около 5,00-ти строений на км2. Расовый состав населения: белые — 98,70 %, афроамериканцы — 0,17 %, коренные американцы (индейцы) — 0,11 %, азиаты — 0,34 %, гавайцы — 0,01 %, представители других рас — 0,11 %, представители двух или более рас — 0,55 %. Испаноязычные составляли 0,33 % населения независимо от расы.
В составе 34,60 % из общего числа домашних хозяйств проживают дети в возрасте до 18 лет, 59,50 % домашних хозяйств представляют собой супружеские пары проживающие вместе, 7,60 % домашних хозяйств представляют собой одиноких женщин без супруга, 29,10 % домашних хозяйств не имеют отношения к семьям, 24,30 % домашних хозяйств состоят из одного человека, 10,10 % домашних хозяйств состоят из престарелых (65 лет и старше), проживающих в одиночестве. Средний размер домашнего хозяйства составляет 2,56 человека, и средний размер семьи 3,06 человека.
Возрастной состав округа: 27,10 % моложе 18 лет, 6,60 % от 18 до 24, 30,40 % от 25 до 44, 22,50 % от 45 до 64 и 22,50 % от 65 и старше. Средний возраст жителя округа 37 лет. На каждые 100 женщин приходится 99,30 мужчин. На каждые 100 женщин старше 18 лет приходится 97,70 мужчин.